# 시모다 고헤이
시모다 고헤이(일본어: 下田 光平, 1989년 4월 8일 ~ )는 일본의 전 축구 선수이다.

## 구단 경력
그는 2008년부터 2017년까지 J리그의 FC 도쿄, 미토 홀리호크, FC 마치다 젤비아, V-파렌 나가사키, 블라우블리츠 아키타에서 활동하였다.